# 沱牌镇
沱牌镇，是中华人民共和国四川省遂宁市射洪市下辖的一个行政建制镇，2010年由原柳树镇更名而来。2019年9月，撤销青堤乡，将其所属行政区域划归沱牌镇管辖。

## 行政区划
沱牌镇下辖以下地区：
龙池社区、中路社区、永和社区、五显楼社区、通泉村、双柏树村、文家营村、凤凰咀村、宝竹村、竹林村、金凤村、大舜村、华严村、青岗村、黄家堰村、何家堰村、断石桥村、响堂村、瓮城村、桃花村、浸水垭村、三溪口村、纸朝沟村、周家桥村、红星村、魏家营村、桑树林村、白石村、通济村、黄沙村、排路村、百战村、五显楼村和永和村、目连社区、新黄村、高芦村、光华村、青泉村和青龙村。

## 中国传统村落
2012年，光华村被评为首批“中国传统村落”。